# قارورة بوسطن

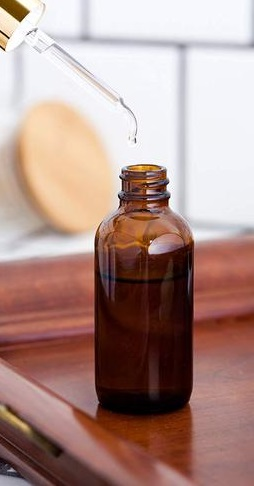
قارورة بوسطن مستديرة الشكل، مصنوعة من الزجاج الكهرماني، سعة 2 أونصة - 60 مل، مع قطارة معدنية ذهبية وزجاجية

قارورة بوسطن المستديرة، أو زجاجة وينشستر، بالإنجليزية: (Boston round أو Winchester bottle)، هي زجاجة قوية وثقيلة تستخدم عادة في الصناعات الدوائية والكيميائية. غالبًا ما تكون مصنوعة من الزجاج الكهرماني (البني)؛ لتصفية الأشعة فوق البنفسجية. ولكن يمكن أيضًا صنعها من البلاستيك. 

## تاريخ
ظهرت زجاجة "وينشستر كوارت" لأول مرة في المملكة المتحدة في القرن التاسع عشر بسعة 2 كوارت إمبراطوري (2.273 لتر) .  في ذلك الوقت، كان نظام قياس السعة الجافة المعروف باسم "وينشيستر" لا يزال مُستَخدماً. ومع أن، مقياس وينشستر لا يزال مستخدماً في الولايات المتحدة. فإن زجاجة وينشستر ليس لها أي علاقة على الإطلاق بأي وحدات أخرى تسمى "وينشستر". ففي القرن العشرين، قُدِّرت زجاجة وينشستر بنحو لترين ونصف. 

## التكوين
"قارورة بوسطن" تتميز بشكلها الأسطواني بدون مقبض وبكتف منحني قصير. وهي مترابطة للإغلاق بغطاء لولبي .

## أنظر أيضا
- قارورة زجاجية
- زجاجة بلاستيكية

### كتب، ومراجع عامة
- سوروكا، دبليو، "أساسيات تكنولوجيا التغليف"، IoPP، 2002،(ردمك 1-930268-25-4)
- يام، كوالالمبور، "موسوعة تكنولوجيا التغليف"، جون وايلي وأولاده، 2009،(ردمك 978-0-470-08704-6)
- إديث وايلد، “أوزان ومقاييس مدينة وينشستر”، النادي، 1931
- كونور، آر دي، "الأوزان والمقاييس في إنجلترا"، HMSO، 1987،(ردمك 978-0-11-290435-9)